# Cartofleanca, Bădiceni
Cartofleanca a fost o localitate de pe teritoriul actual al Republicii Moldova. În 1930 se afla în plasa Bădiceni, iar la 21 septembrie 1970, fiind în raionul Drochia, a fost scoasă de la evidență ca inexistentă prin alipirea ei la Cotova.